# Zofia Posmysz
Zofia Posmysz-Piasecka (née Posmysz le 23 août 1923 à Cracovie et morte le 8 août 2022 à Oświęcim) est une journaliste et écrivaine polonaise, résistante pendant la Seconde Guerre mondiale, membre de l'Armia Krajowa, survivante des camps de concentration d'Auschwitz et de Ravensbrück.
Elle témoigne de son expérience des camps dans le roman autobiographique La Passagère publié en 1962 et traduit en 15 langues. Il a également été adapté à la radio, porté à l'écran par Andrzej Munk et mise en musique pour l'opéra par Mieczysław Weinberg.

## Biographie
Zofia Posmysz est née à Cracovie et y vit jusqu'à l'invasion de la Pologne en 1939. Pendant l'occupation allemande, elle est obligée à travailler dans une usine de câbles et poursuit sa scolarité polonaise — interdite par l'occupant — en suivant des cours clandestins. Arrêtée par la Gestapo en 1942, à l'âge de 19 ans, elle reste emprisonnée 6 semaines à la prison de Montelupich de Cracovie. Après un long interrogatoire, elle est envoyée au camp d'Auschwitz et déléguée au travail pénible dans une compagnie pénale du camp annexe de Budy. Victime des expérimentations pseudo-médicales, elle est sauvée à deux reprises par le médecin du camp, Janusz Mąkowski. Le 18 janvier 1945, Posmysz (numéro de prisonnière 7566) est dirigée vers Ravensbrück dans la marche de la mort via Wodzisław Śląski avant d'être transportée au camp-satellite de Neustadt-Glewe d'où elle est libérée le 2 mai 1945 par l'armée américaine.
En 1945, elle publie un livre mémoire Je connais les bourreaux de Belsen. Elle poursuit son éducation à l'Université de Varsovie, puis travaille à la section culturelle de la Polskie Radio pour laquelle elle écrit en 1959 une pièce de théâtre radiophonique, Passagère de la Cabine 45, basée sur son expérience des camps de concentration nazis. La pièce est interprétée par Aleksandra Śląska et Jan Świderski. Elle est ensuite adaptée au cinéma par Andrzej Munk avec Aleksandra Śląska et Anna Ciepielewska dans les rôles principaux. Le réalisateur meurt dans un accident pendant le tournage, mais le film sera achevé par ses assistants, Andrzej Brzozowski et Witold Lesiewicz, et sortira en 1963. Le roman publié sous le titre Pasażerka sort en 1962.
Posmysz écrit pendant plus de trente ans et publie son dernier ouvrage à l'âge de 73 ans. Elle est surtout connue pour son roman autobiographie Passagère de la Cabine 45. En 2015, elle est parmi les 19 survivants d'Auschwitz interviewés par Der Spiegel pour le reportage intitulé Les Derniers Témoins (Die letzten Zeugen).
Posmysz est décédée à Oświęcim, a l'âge de 98 ans,,

## La Passagère

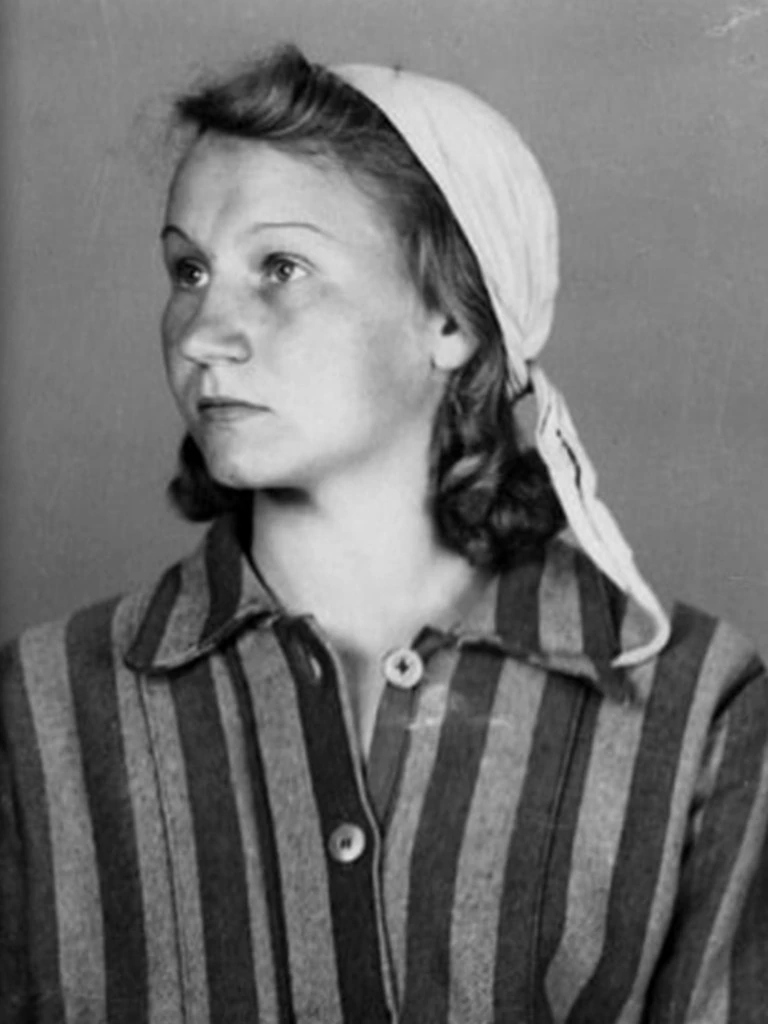
Zofia Posmysz (matricule 7566) photographiée lors de son arrivée au camp de concentration d'Auschwitz. Photo de Wilhelm Brasse.

La cabine 45 est le numéro du compartiment dans lequel Posmysz fut déportée à Auschwitz.
Seize ans après la fin de la guerre, une ancienne Aufseherin, Lisa Kretschmer, voyage au bord d'un paquebot avec son mari, inconscient du passé de son épouse, à la recherche d'une vie nouvelle. Parmi les nombreux passagers, elle aperçoit Marta, une ancienne détenue. Bouleversée, elle avoue tout à son mari. Les deux tremblent que Marta compromette leurs projets d'avenir. À la fin du roman, elle comprend que Marta l'a reconnue aussi mais quitte le navire en passant près d'elle sans trahir un mot. Posmysz dépeint ainsi Annelise Franz,, une SS Aufseherin chargée de la surveillance du travail de Posmysz à Auschwitz qui eut un comportement humain envers les prisonniers.
Le roman de Posmysz est devenu la base d'un livret pour l'opéra "La Passagère" composé par Mieczysław Weinberg de 1968. L'opéra est rappelé au grand public au Festival de Bregenz le 21 juillet 2010, suivie d'une production au Grand Théâtre de Varsovie,. L'Opéra lyrique de Chicago s'empare de l'œuvre le 24 février 2015, avec la soprano Amanda Majeski (en) dans le rôle de Marta. L'Opéra de Francfort la met en scène en mars 2015 avec comme chef d'orchestre Leo Hussain (en).

## Œuvre
- Je connais les bourreaux de Belsen... (Znam katów z Belsen... ; 1945)
- La passagère de la cabine 45 (Pasażerka z kabiny 45 ; 1959), traduit en 15 langues[4], y compris en allemand par Peter Ball, sous le titre Die Passafierin publié en 1969 par Verlag Neues Leben (de).
- Un arrêt dans la forêt (Przystanek w lesie ; histoires, 1965)
- L'aubépine amère (Cierpkie głogi ; scénario, 1966)
- Le Petit (Mały ; scénario, 1970)
- Des vacances sur l'Adriatique (Wakacje nad Adriatykiem ; 1970)
- Microclimat (Mikroklimat ; 1975)
- Un arbre semblable à un autre arbre (Drzewo do drzewa podobne ; 1977)
- Prix (Cena ; 1978)
- Le même médecin M. (Ten sam doktor M. ; 1981)
- Les veuves et les amants (Wdowa i kochankowie ; 1988)
- À la liberté, à la mort, à la vie (Do wolności, do śmierci, do życia ; 1996)

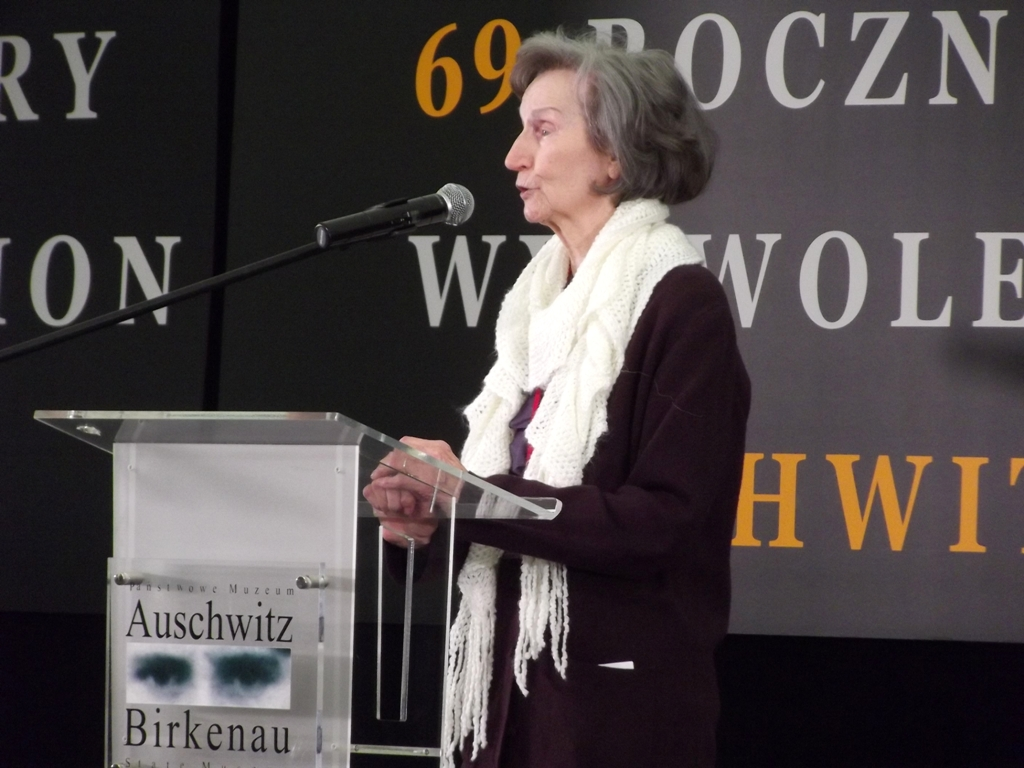
Zofia Posmysz parlant au musée national Auschwitz-Birkenau lors de l'anniversaire de la libération du camp le 27 janvier 2014.

## Récompenses
- 1964 : Chevalier de l'Ordre Polonia Restituta[17]
- 1970 : Officier de l'Ordre de Polonia Restituta[17]
- 1976 : Prix du Comité de la Radio polonaise et de la Télévision pour les réalisations exceptionnelles dans le domaine du théâtre radiophonique[17]
- 2007 : Prix Witold Hulewicz[17]
- 2008 : Prix du Ministère de la Culture de Pologne pour des réalisations remarquables dans le domaine du patrimoine culturel[17]
- 2012 : Ordre du Mérite de la République fédérale d'Allemagne[18]
- 2015 : Prix DIALOG de la Deutsch-Polnische Gesellschaft Bundesverband